# Élection présidentielle maldivienne de 2008
Une élection présidentielle s'est tenue aux Maldives les 8 et 28 octobre 2008. Il s'agit de la première élection présidentielle multipartite de l'histoire du pays, rendue possible par l'adoption d'une nouvelle Constitution le 7 août 2008,.

## Contexte
Le président sortant, Maumoon Abdul Gayoom, qui vise un septième mandat, fait campagne sur son bilan de développement économique du pays ainsi que l'introduction de la démocratie. Il fait valoir le fait que, sous son gouvernement, les Maldives sont devenues l'une des principales voix s'élevant pour alerter la communauté internationale de la menace posée par le changement climatique, qui menace tout particulièrement les Maldives.
Au total, six candidats se présentent, dont Mohamed Nasheed du Parti démocrate maldivien, considéré comme le principal adversaire de Gayoom.

## Mode de scrutin
Le président des Maldives est élu au suffrage universel, au scrutin uninominal majoritaire à deux tours.
En vertu de la constitution, le mandat présidentiel dure cinq ans à compter de la date du 11 novembre de l'année de l'élection.

## Résultats

### Premier tour
Maumoon Abdul Gayoom se place en tête avec 40,34 % des suffrages, tandis que Mohamed Nasheed en obtient 24,91 %. Aucun candidat n'ayant atteint la majorité absolue, un second tour est organisé entre les deux candidats arrivés en tête. Les quatre autres candidats sont éliminés.
Le taux de participation au premier tour est de 84 %.

### Second tour
Le 28 octobre, Gayoom est battu par 45,32 % face à Mohamed Nasheed, qui fort du soutien de plusieurs candidats éliminés au premier tour, remporte l'élection en obtenant 53,65 % des voix. Il est investi président le 11 novembre suivant.